# Combret
Pour les articles homonymes, voir Combret (homonymie).
Combret est une commune française située dans le département de l'Aveyron en région Occitanie. Depuis le 7 avril 2016, elle est labellisée au titre des "Petites Cités de caractère de France".
Le patrimoine architectural de la commune comprend deux  immeubles protégés au titre des monuments historiques : l'église Saint-Jean-Baptiste, inscrite en 1939, et la halle, classée en 2004.

## Géographie

### Localisation

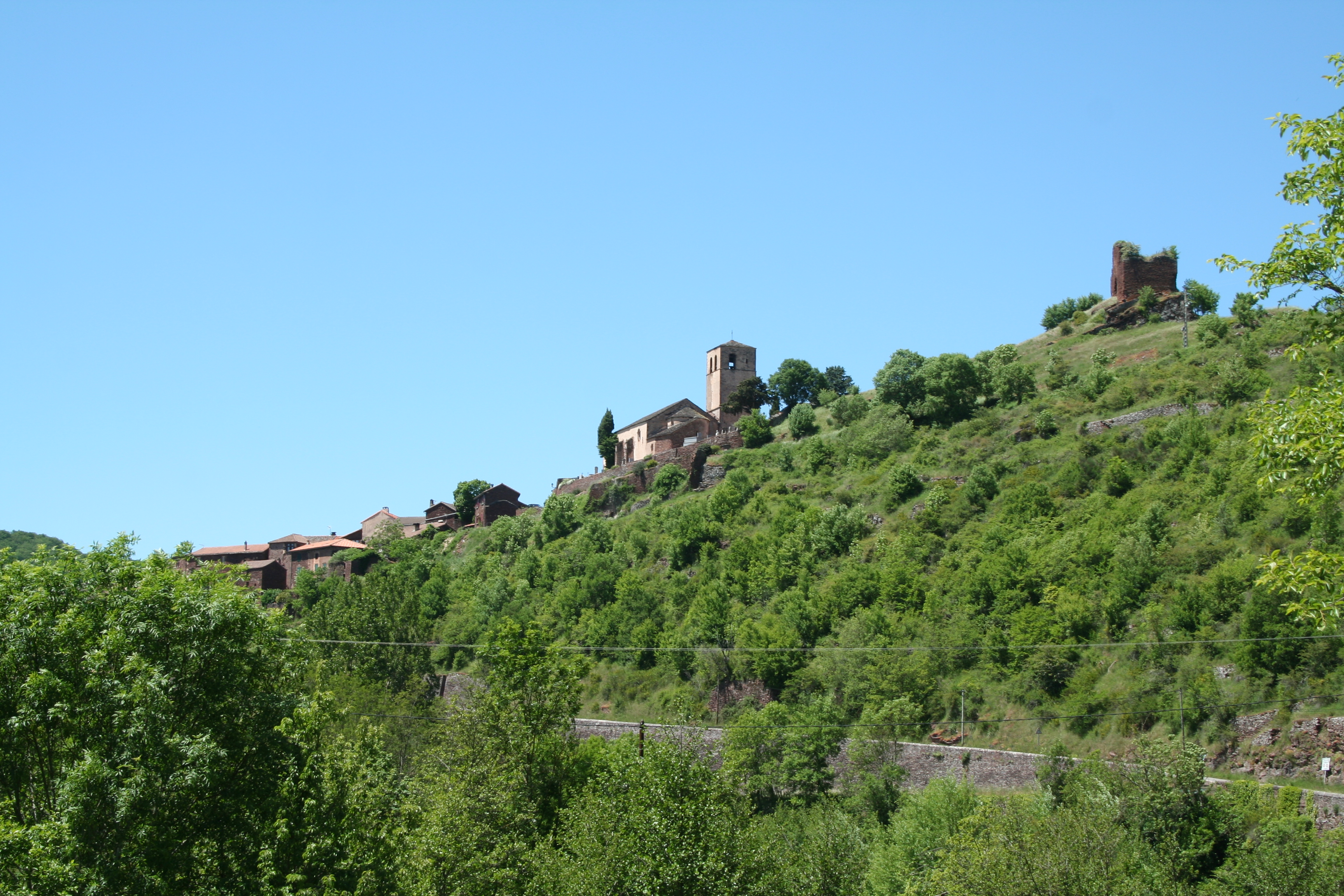
Vue de la vallée.

Le village est construit sur un éperon dans un méandre du Rance. Cet éperon était fermé autrefois par un château et l'église.

### Communes limitrophes
Les communes limitrophes sont  Belmont-sur-Rance, La Serre, Laval-Roquecezière, Rebourguil, Saint-Juéry, Saint-Sernin-sur-Rance et Saint-Sever-du-Moustier.

### Hydrographie

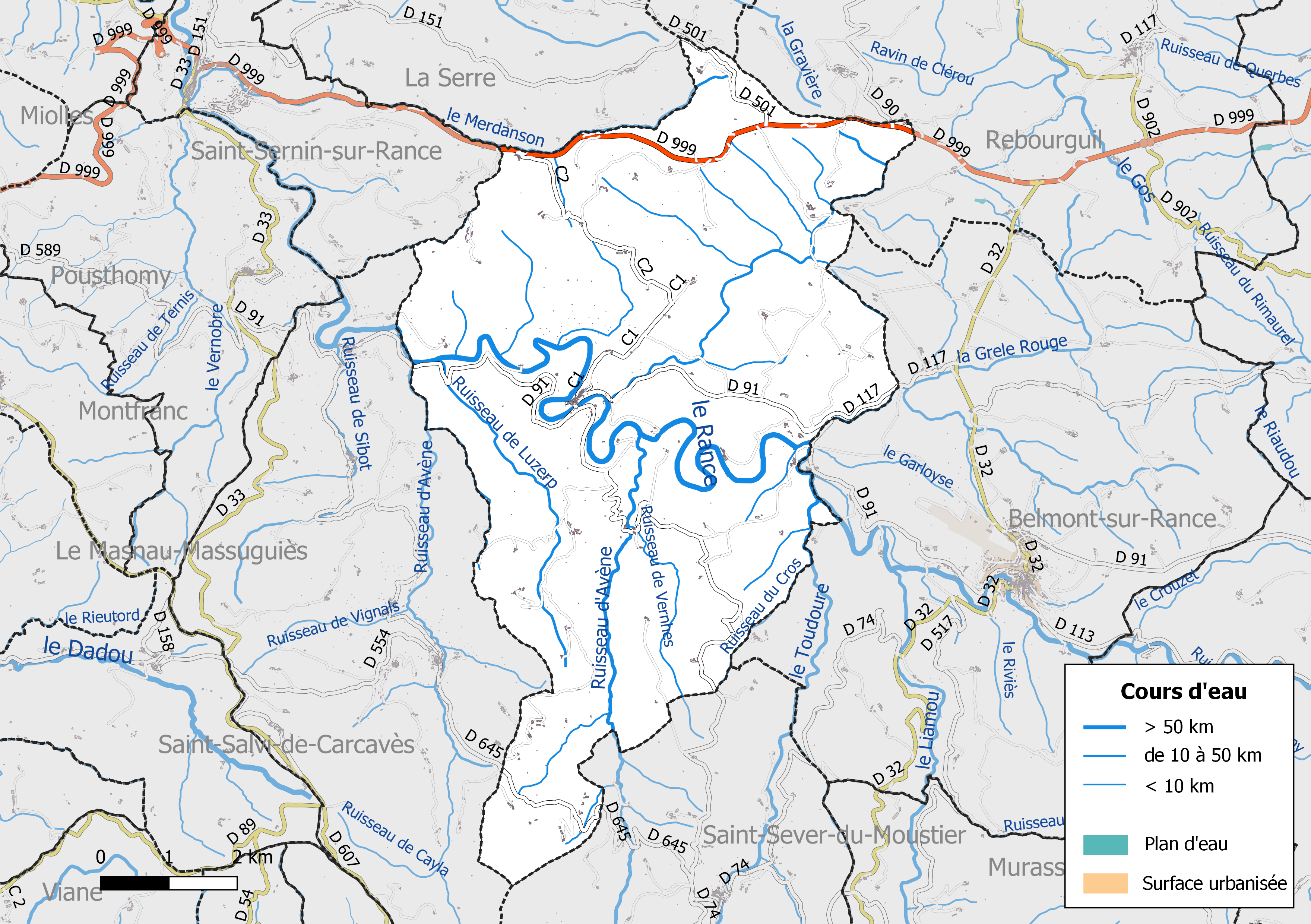
Réseaux hydrographique et routier de Combret.

La commune est drainée par le Rance, le Toudoure, le Ruisseau d'Avène, le Merdanson, le ruisseau d'Avène, le ruisseau de Luzerp, le ruisseau de Thérondel, le ruisseau des Coupets, le ruisseau des Landes, le ruisseau de Vernhes, le ruisseau du Cros et par divers petits cours d'eau.
Le Rance, d'une longueur totale de 63,5 km, prend sa source dans la commune de Murasson et se jette  dans le Tarn à La Bastide-Solages, après avoir arrosé 12 communes.
Le Toudoure, d'une longueur totale de 13,6 km, prend sa source dans la commune de Lacaune (81) et se jette  dans le Rance à Combret, après avoir arrosé 5 communes.
Le Ruisseau d'Avène, d'une longueur totale de 10,9 km, prend sa source dans la commune de Saint-Sever-du-Moustier et se jette  dans le Rance à Combret, après avoir arrosé 2 communes.
Le Merdanson, d'une longueur totale de 17,7 km, prend sa source dans la commune de Prades-d'Aubrac et se jette  dans le Lot à Sainte-Eulalie-d'Olt, après avoir arrosé 3 communes.

### Climat
Pour des articles plus généraux, voir Climat de l'Occitanie et Climat de l'Aveyron.
En 2010, le climat de la commune est de type climat méditerranéen altéré, selon une étude s'appuyant sur une série de données couvrant la période 1971-2000. En 2020, Météo-France publie une typologie des climats de la France métropolitaine dans laquelle la commune est exposée à un climat de montagne et est dans la région climatique Sud-est du Massif Central, caractérisée par une pluviométrie annuelle de 1 000 à 1 500 mm, minimale en été, maximale en automne.
Pour la période 1971-2000, la température annuelle moyenne est de 12,5 °C, avec une amplitude thermique annuelle de 15,7 °C. Le cumul annuel moyen de précipitations est de 1 005 mm, avec 11,3 jours de précipitations en janvier et 6,2 jours en juillet. Pour la période 1991-2020, la température moyenne annuelle observée sur la station météorologique la plus proche, située sur la commune de Montlaur à 14 km à vol d'oiseau, est de 12,5 °C et le cumul annuel moyen de précipitations est de 705,4 mm,. Pour l'avenir, les paramètres climatiques de la commune estimés pour 2050 selon différents scénarios d'émission de gaz à effet de serre sont consultables sur un site dédié publié par Météo-France en novembre 2022.

### Milieux naturels et biodiversité

#### Espaces protégés
La protection réglementaire est le mode d’intervention le plus fort pour préserver des espaces naturels remarquables et leur biodiversité associée.
Dans ce cadre, la commune fait partie d'un espace protégé, le Parc naturel régional des Grands Causses, créé en 1995 et d'une superficie de 327 937 ha, s'étend sur 97 communes. Ce territoire rural habité, reconnu au niveau national pour sa forte valeur patrimoniale et paysagère, s’organise autour d’un projet concerté de développement durable, fondé sur la protection et la valorisation de son patrimoine,,.

#### Zones naturelles d'intérêt écologique, faunistique et floristique
L’inventaire des zones naturelles d'intérêt écologique, faunistique et floristique (ZNIEFF) a pour objectif de réaliser une couverture des zones les plus intéressantes sur le plan écologique, essentiellement dans la perspective d’améliorer la connaissance du patrimoine naturel national et de fournir aux différents décideurs un outil d’aide à la prise en compte de l’environnement dans l’aménagement du territoire.
Le territoire communal de Combret comprend deux ZNIEFF de type 1,, 
les « Bois et landes de Combret et laval-Roquecezière » (1 674 ha), couvrant 3 communes du département
et les « Coteaux de Peyre gendre » (77,1 ha)
et deux ZNIEFF de type 2, : 
- le « Rougier de Camarès » (56 714 ha), qui s'étend sur 33 communes dont 32 dans l'Aveyron et 1 dans l'Hérault[19];
- la « Vallée du Rance » (2 781 ha), qui s'étend sur 12 communes dont 11 dans l'Aveyron et 1 dans le Tarn[20].

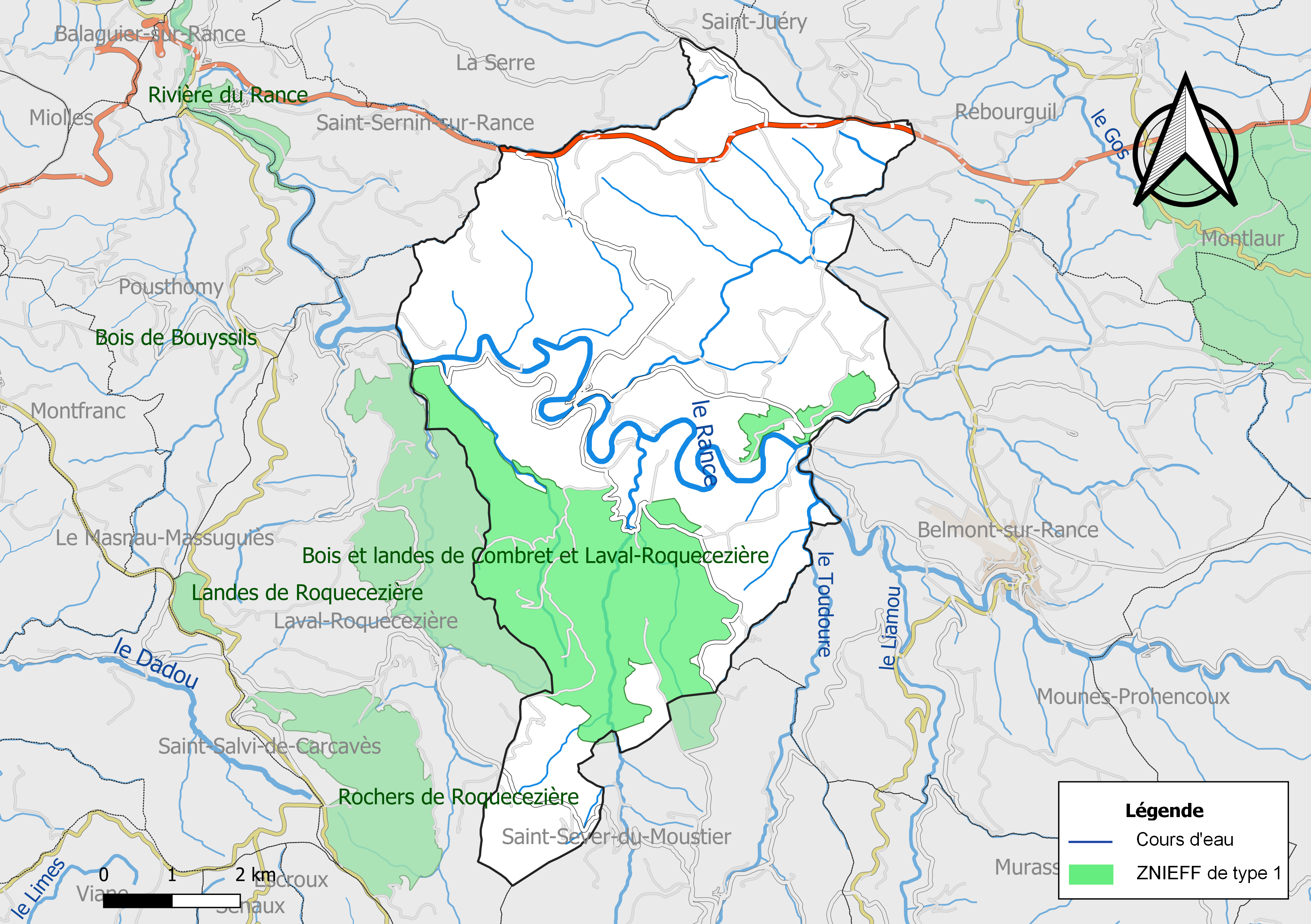
Carte des ZNIEFF de type 1 de la commune.
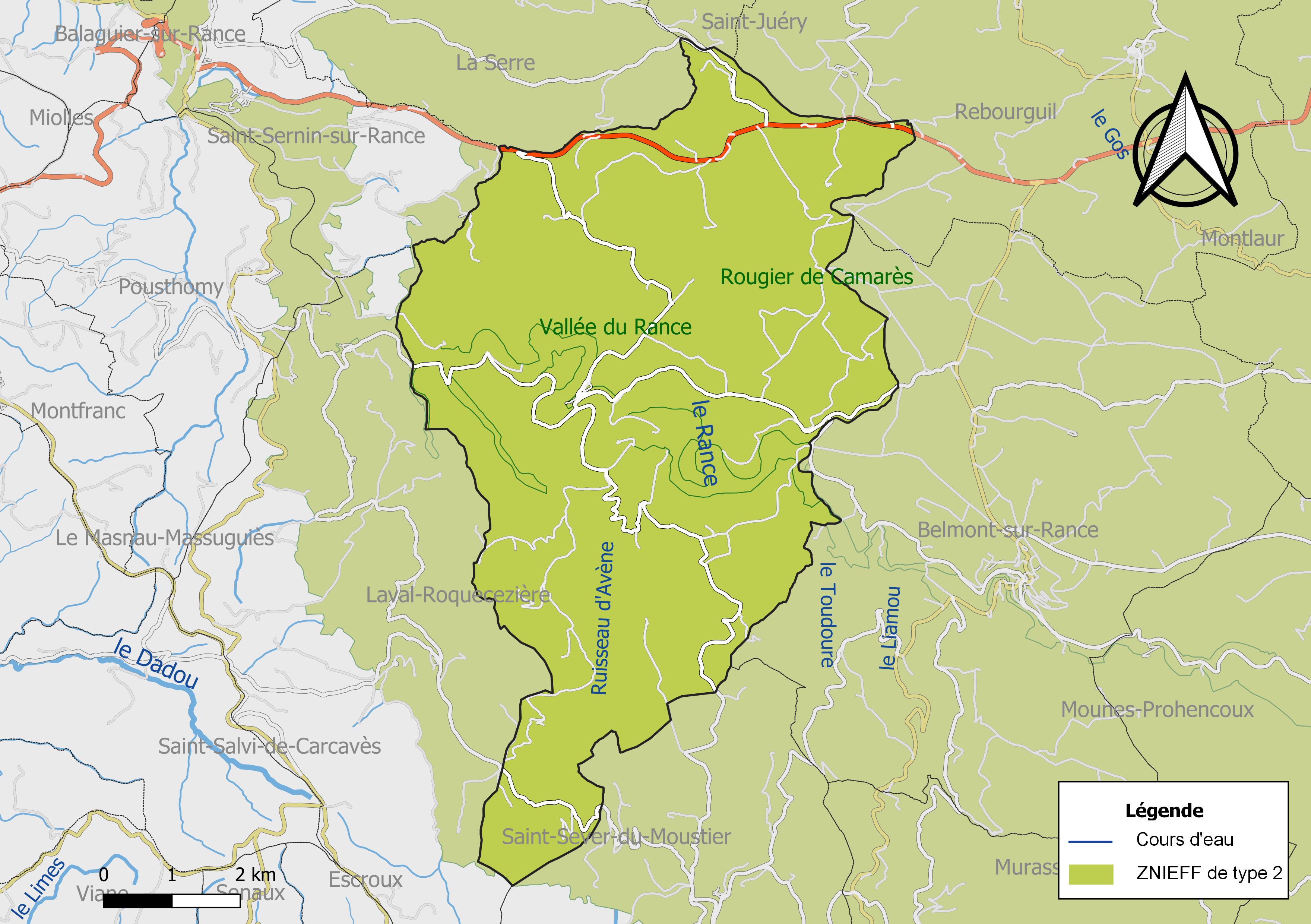
Carte des ZNIEFF de type 2 de la commune.

## Urbanisme

### Typologie
Au 1er janvier 2024, Combret est catégorisée commune rurale à habitat très dispersé, selon la nouvelle grille communale de densité à 7 niveaux définie par l'Insee en 2022.
Elle est située hors unité urbaine et hors attraction des villes,.

### Occupation des sols

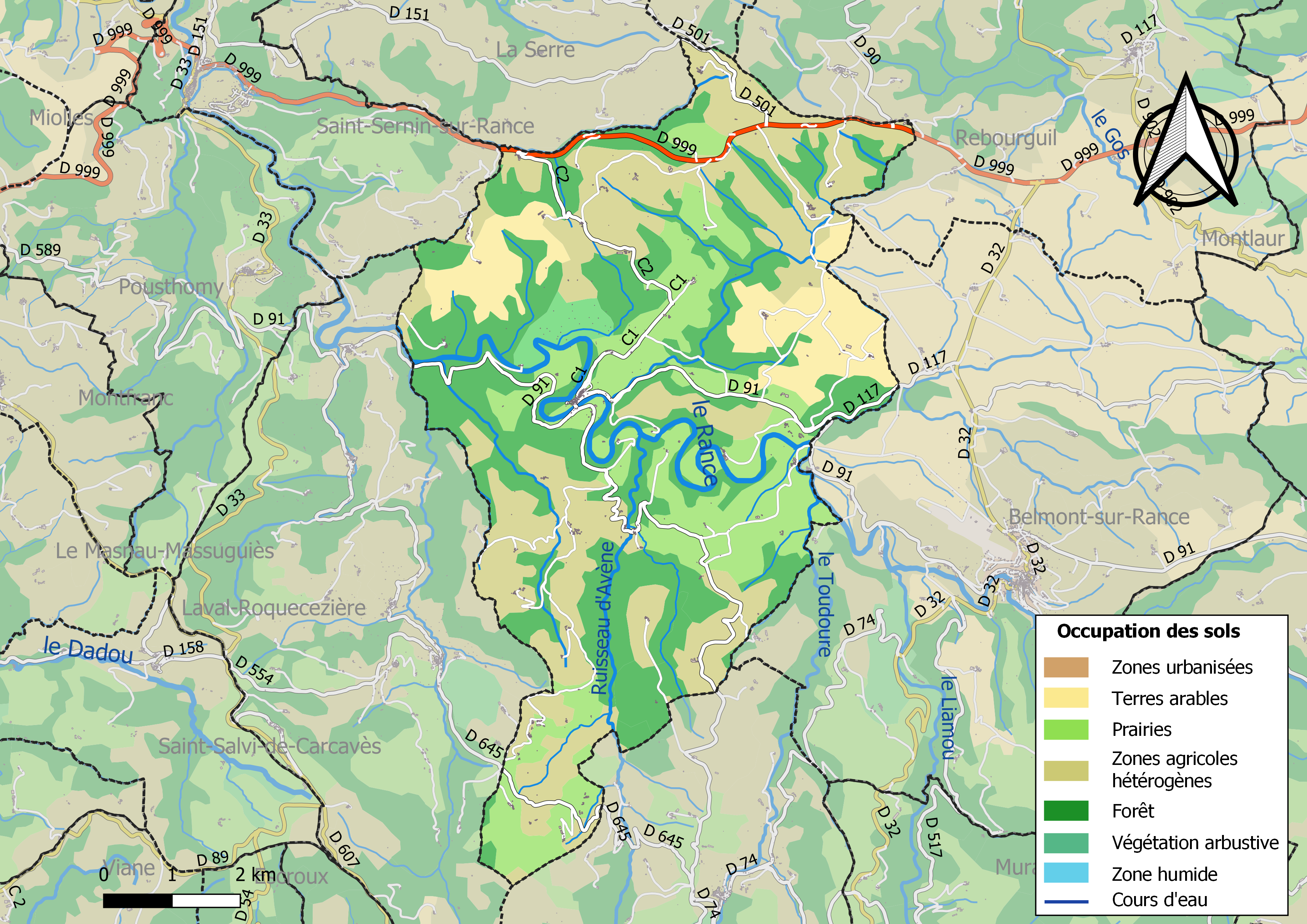
Infrastructures et occupation des sols de la commune de Combret.

L'occupation des sols de la commune, telle qu'elle ressort de la base de données européenne d’occupation biophysique des sols Corine Land Cover (CLC), est marquée par l'importance des territoires agricoles (61,9 % en 2018), une proportion sensiblement équivalente à celle de 1990 (61,5 %). La répartition détaillée en 2018 est la suivante : 
forêts (36,5 %), zones agricoles hétérogènes (31,2 %), prairies (21,5 %), terres arables (9,3 %), milieux à végétation arbustive et/ou herbacée (1,6 %).

### Planification
La loi SRU du 13 décembre 2000 a incité fortement les communes à se regrouper au sein d’un établissement public, pour déterminer les partis d’aménagement de l’espace au sein d’un SCoT, un document essentiel d’orientation stratégique des politiques publiques à une grande échelle. La commune est dans le territoire du SCoT du Parc naturel régional des Grands Causses, approuvé le vendredi 7 juillet 2017 par le comité syndical et mis à l’enquête publique en décembre 2019. La structure porteuse est le Pôle d'équilibre territorial et rural du PNR des Grands Causses, qui associe huit communautés de communes, notamment la communauté de communes Monts, Rance et Rougier, dont la commune est membre.
La commune disposait en 2017 d'une carte communale approuvée et un plan local d'urbanisme était en élaboration.

### Risques majeurs
Le territoire de la commune de Combret est vulnérable à différents aléas naturels : inondations, climatiques (hiver exceptionnel ou canicule), feux de forêts et séisme (sismicité très faible).
Il est également exposé à un risque technologique, le transport de matières dangereuses, et à deux risques particuliers, les risques radon et minier,.

#### Risques naturels

Zones inondables de la commune de Combret.

Certaines parties du territoire communal sont susceptibles d’être affectées par le risque d’inondation par débordement du Rance. Les dernières grandes crues historiques, ayant touché plusieurs parties du département, remontent aux 3 et 4 décembre 2003 (dans les bassins du Lot, de l'Aveyron, du Viaur et du Tarn) et au 28 novembre 2014 (bassins de la Sorgues et du Dourdou). Ce risque est pris en compte dans l'aménagement du territoire de la commune par le biais du Plan de prévention du risque inondation (PPRI) du bassin du « Rance », approuvé le 9 octobre 2015.
Le Plan départemental de protection des forêts contre les incendies découpe le département de l’Aveyron en sept « bassins de risque » et définit une sensibilité des communes à l’aléa feux de forêt (de faible à très forte). La commune est classée en sensibilité forte.

#### Risques technologiques
Le risque de transport de matières dangereuses sur la commune est lié à sa traversée par une route à fort trafic. Un accident se produisant sur une telle infrastructure est en effet susceptible d’avoir des effets graves au bâti ou aux personnes jusqu’à 350 m, selon la nature du matériau transporté. Des dispositions d’urbanisme peuvent être préconisées en conséquence.

#### Risques particuliers
La commune est concernée par le risque minier, principalement lié à l’évolution des cavités souterraines laissées à l’abandon et sans entretien après l’exploitation des mines.
Dans plusieurs parties du territoire national, le radon, accumulé dans certains logements ou autres locaux, peut constituer une source significative d’exposition de la population aux rayonnements ionisants. Toutes les communes du département sont concernées par le risque radon à un niveau plus ou moins élevé. La commune de Combret est classée à risque moyen à élevé.

## Histoire

### Moyen Âge
La seigneurerie et baronnie de la famille de Combret sont citées depuis le 11e siècle. En 1082, Combret est mentionnée comme relevant du chapitre d'Albi. En 1184, on trouve mention de Raymond de Combret, qui appartient à l'Ordre du Temple. En sa qualité de commandeur de La Selve, il prend part à la Troisième croisade en 1189.
La lignée masculine de la maison de Combret disparaît au début du 14e siècle. En 1338, Jacquette de Combret épouse Arnaud II de Roquefeuil et lui apporte en dot la seigneurie. La seigneurerie passe en 1460 à la famille d'Arpajon, qui la garde jusqu'au 18e siècle.
Ruines du château qui domine le village à l'est.

### Époque moderne
Durant les guerres de religion, Combret est occupée par les calvinistes en 1580, reprise par les catholiques entre 1580 et 1585, de nouveau par les protestants puis par les ligueurs le 15 mai 1591.
Combret devient une commune distincte par ordonnance royale du 12 février 1832, après avoir été réunie à la commune de Laval-Roquecezière. La loi du 21 mai 1836 sur les voies de communication vicinales permet d'ouvrir plusieurs chemins qui désenclavent la commune.

Le dernier seigneur de Combret fut le comte de Saint-Roman, entre 1815 et 1830. 

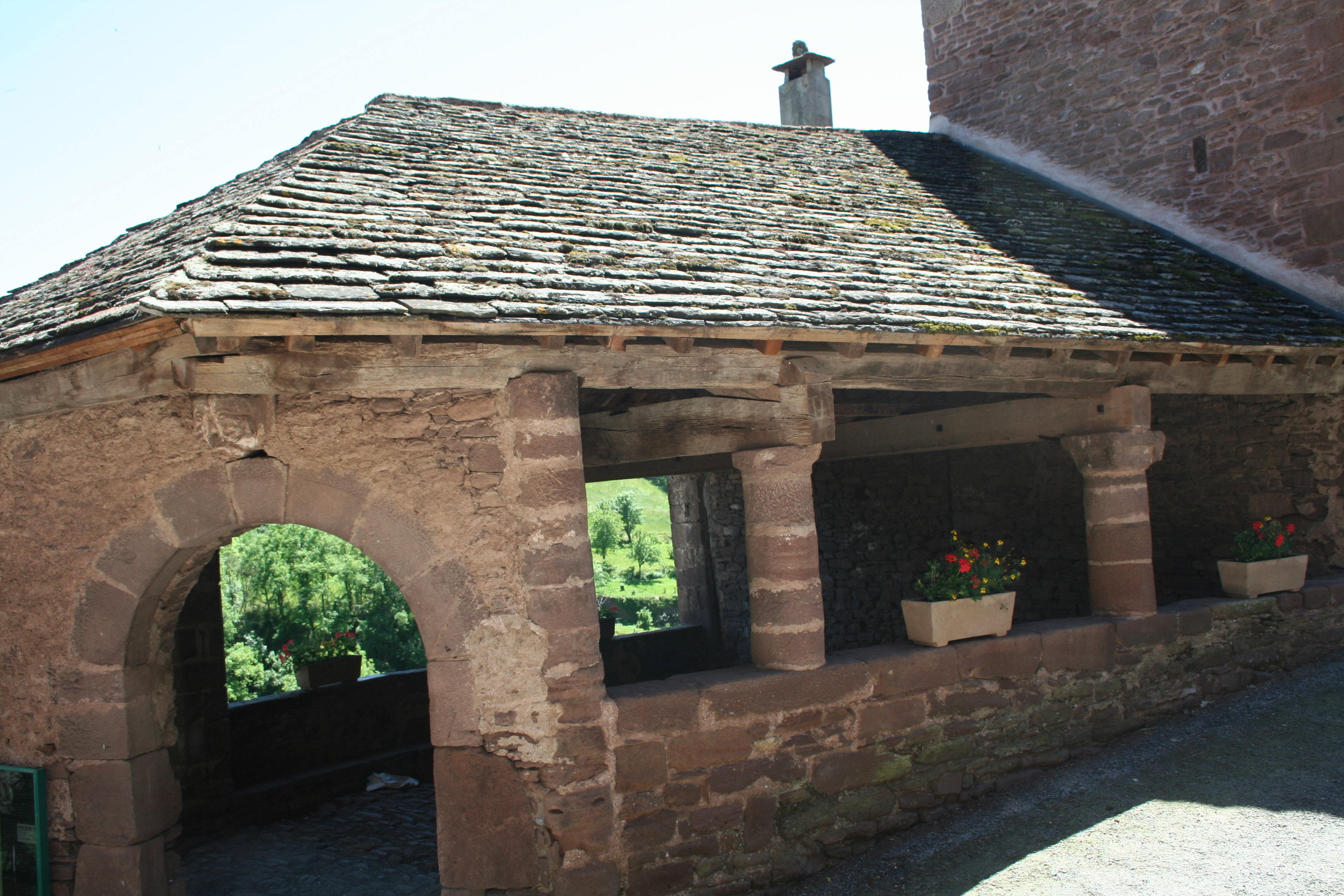
Halle

## Politique et administration

### Découpage territorial
La commune de Combret est membre de la communauté de communes Monts, Rance et Rougier, un établissement public de coopération intercommunale (EPCI) à fiscalité propre créé le 1er janvier 2017 dont le siège est à Belmont-sur-Rance. Ce dernier est par ailleurs membre d'autres groupements intercommunaux.
Sur le plan administratif, elle est rattachée à l'arrondissement de Millau, au département de l'Aveyron et à la région Occitanie. Sur le plan électoral, elle dépend du  canton des Causses-Rougiers pour l'élection des conseillers départementaux, depuis le redécoupage cantonal de 2014 entré en vigueur en 2015, et de la troisième circonscription de l'Aveyron  pour les élections législatives, depuis le dernier découpage électoral de 2010.

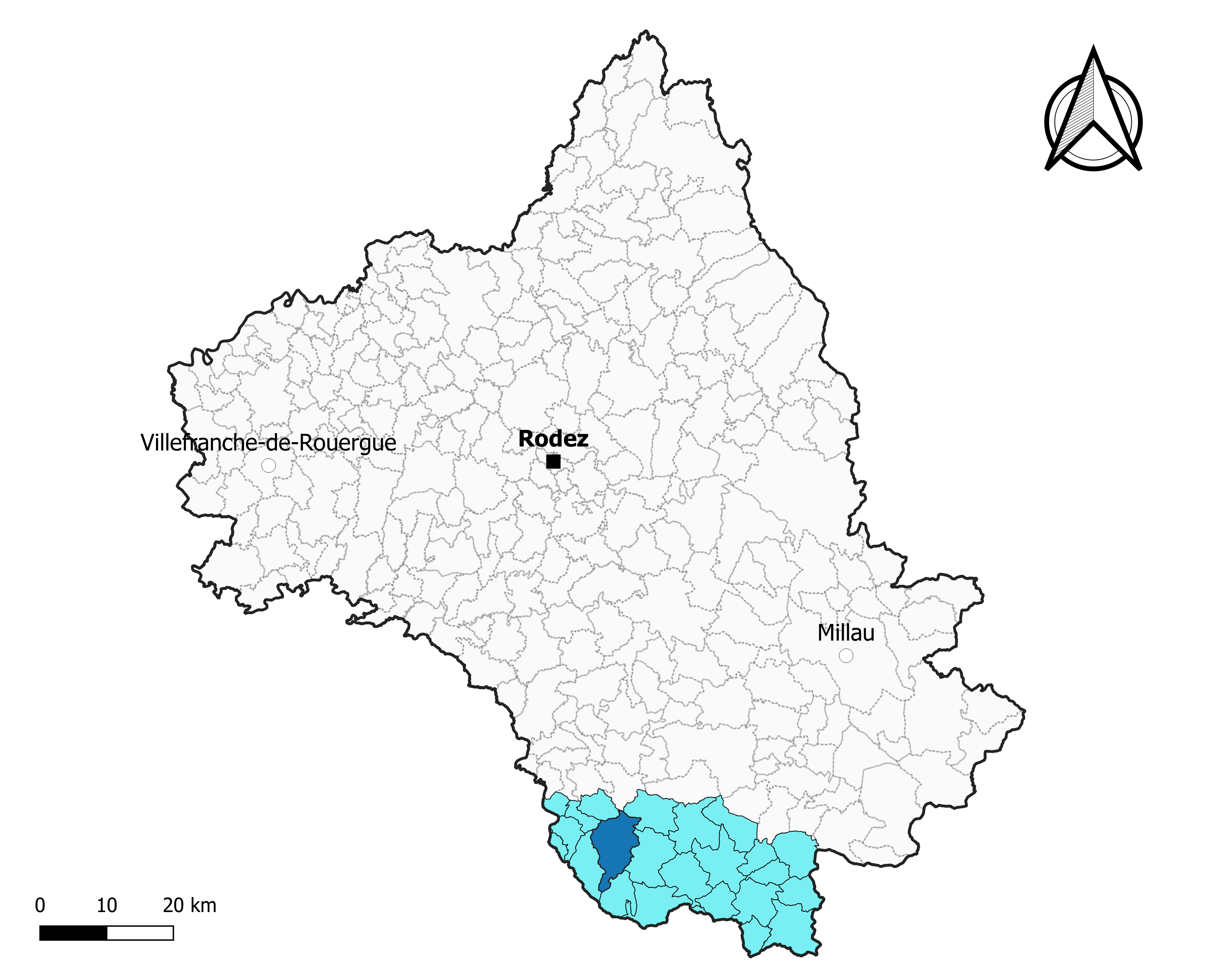
Combret dans l'intercommunalité en 2020.
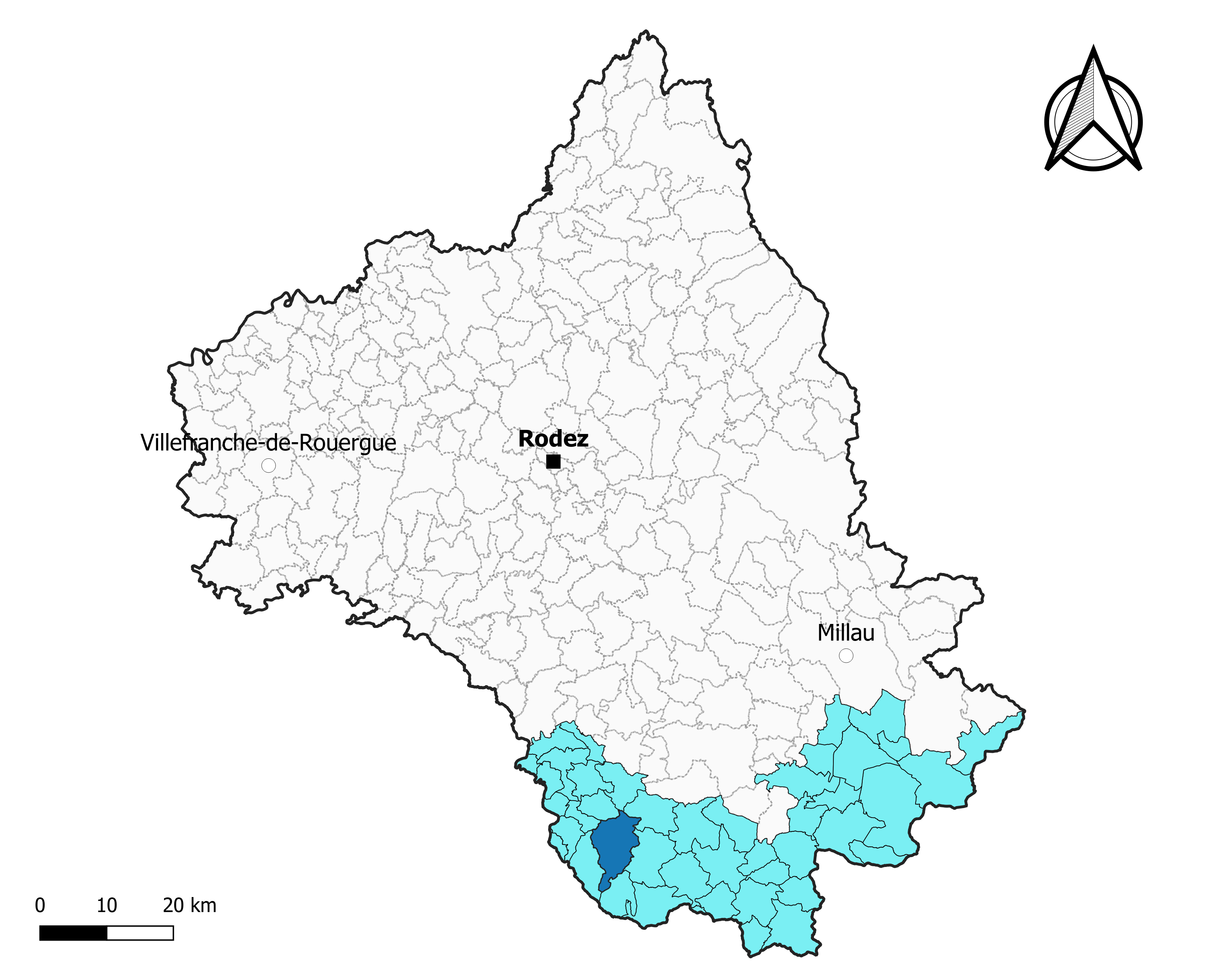
Combret dans le canton des Causses-Rougiers en 2020.
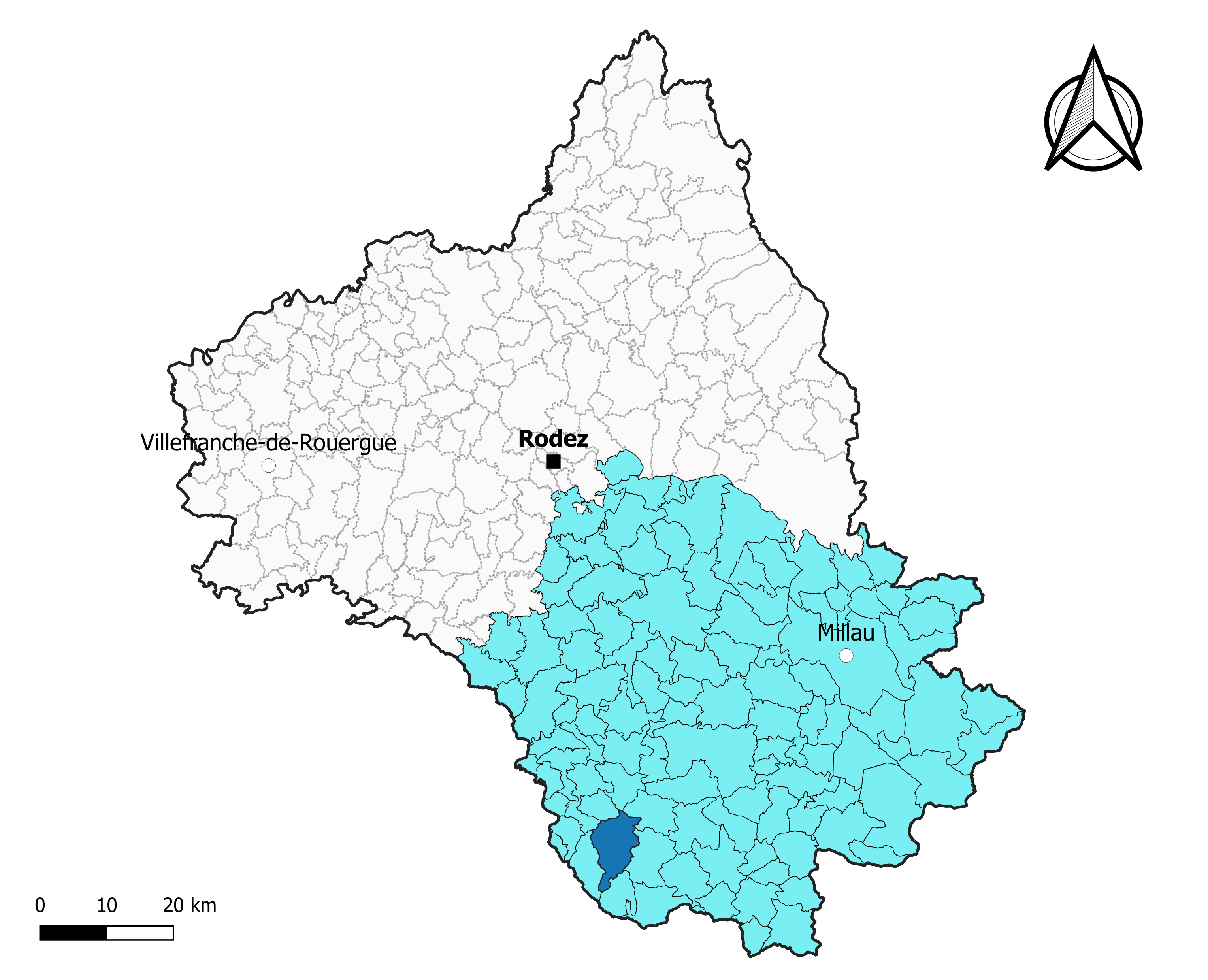
Combret dans l'arrondissement de Millau en 2020.

### Élections municipales et communautaires

#### Élections de 2020
Le conseil municipal de Combret, commune de moins de 1 000 habitants, est élu au scrutin majoritaire plurinominal à deux tours avec candidatures isolées ou groupées et possibilité de panachage. Compte tenu de la population communale, le nombre de sièges à pourvoir lors des élections municipales de 2020 est de 11. La totalité des onze candidats en lice est élue dès le premier tour, le 15 mars 2020, avec un taux de participation de 66,93 %.
Jean-Philippe Sabathier est élu nouveau maire de la commune le 27 mai 2020.
Dans les communes de moins de 1 000 habitants, les conseillers communautaires sont désignés parmi les conseillers municipaux élus en suivant l’ordre du tableau (maire, adjoints puis conseillers municipaux) et dans la limite du nombre de sièges attribués à la commune au sein du conseil communautaire. Un siège est attribué à la commune au sein de la communauté de communes Monts, Rance et Rougier.

#### Liste des maires
| Période                                  | Période  | Identité                 | Étiquette | Qualité                       |
| ---------------------------------------- | -------- | ------------------------ | --------- | ----------------------------- |
| avant 1995                               | ?        | Henri Castan             | DVD       |                               |
| mars 2001                                | ?        | Claude Barthélemy        | PS        | Agriculteur retraité          |
| mars 2014                                | mai 2020 | Claude Barthelemy        |           | Retraité agricole             |
| mai 2020                                 | En cours | Jean-Philippe Sabathier, |           | Cadre de la fonction publique |
| Les données manquantes sont à compléter. |          |                          |           |                               |

## Démographie

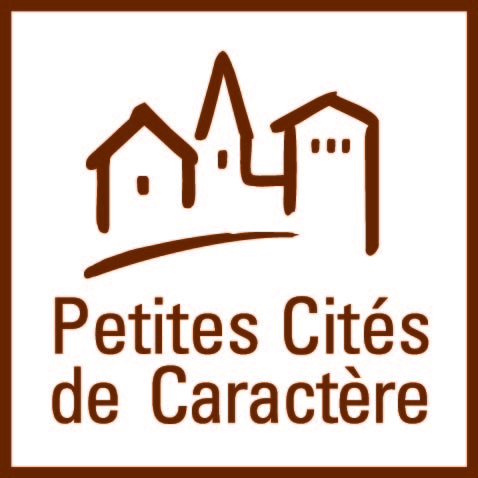
Logo de Petites Cités de Caractères.

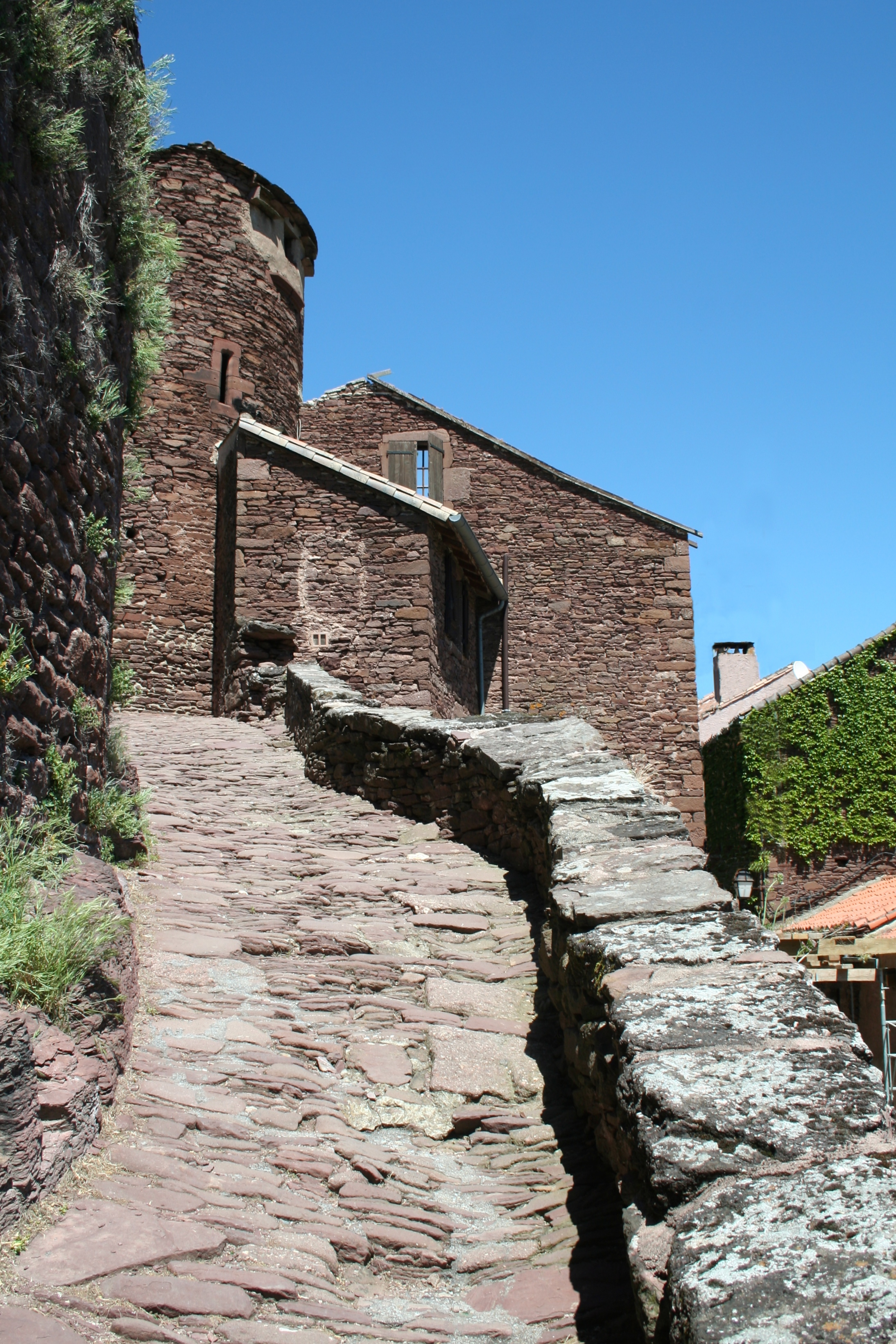
Tour et rue
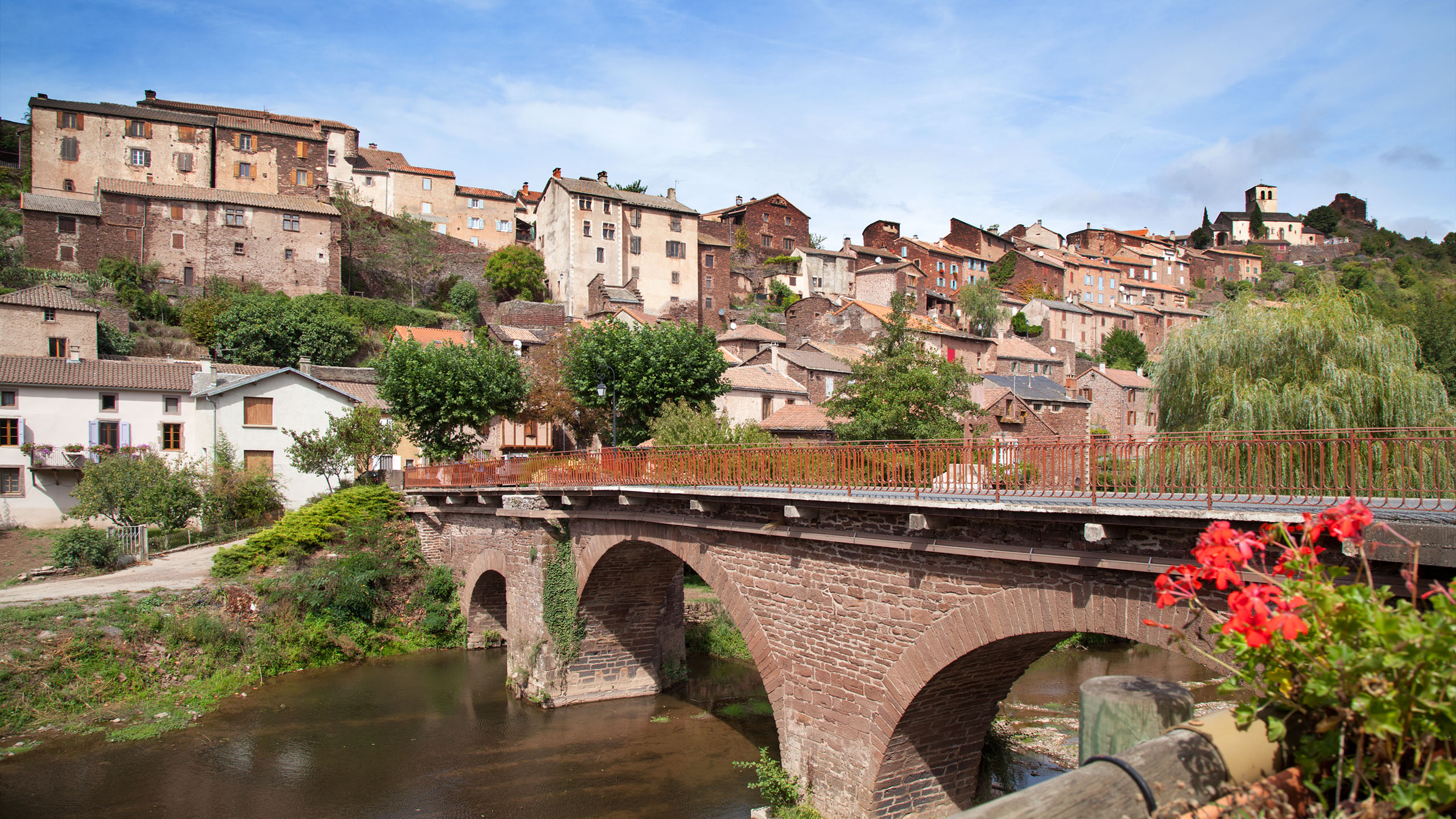
Pont sur le Viaur
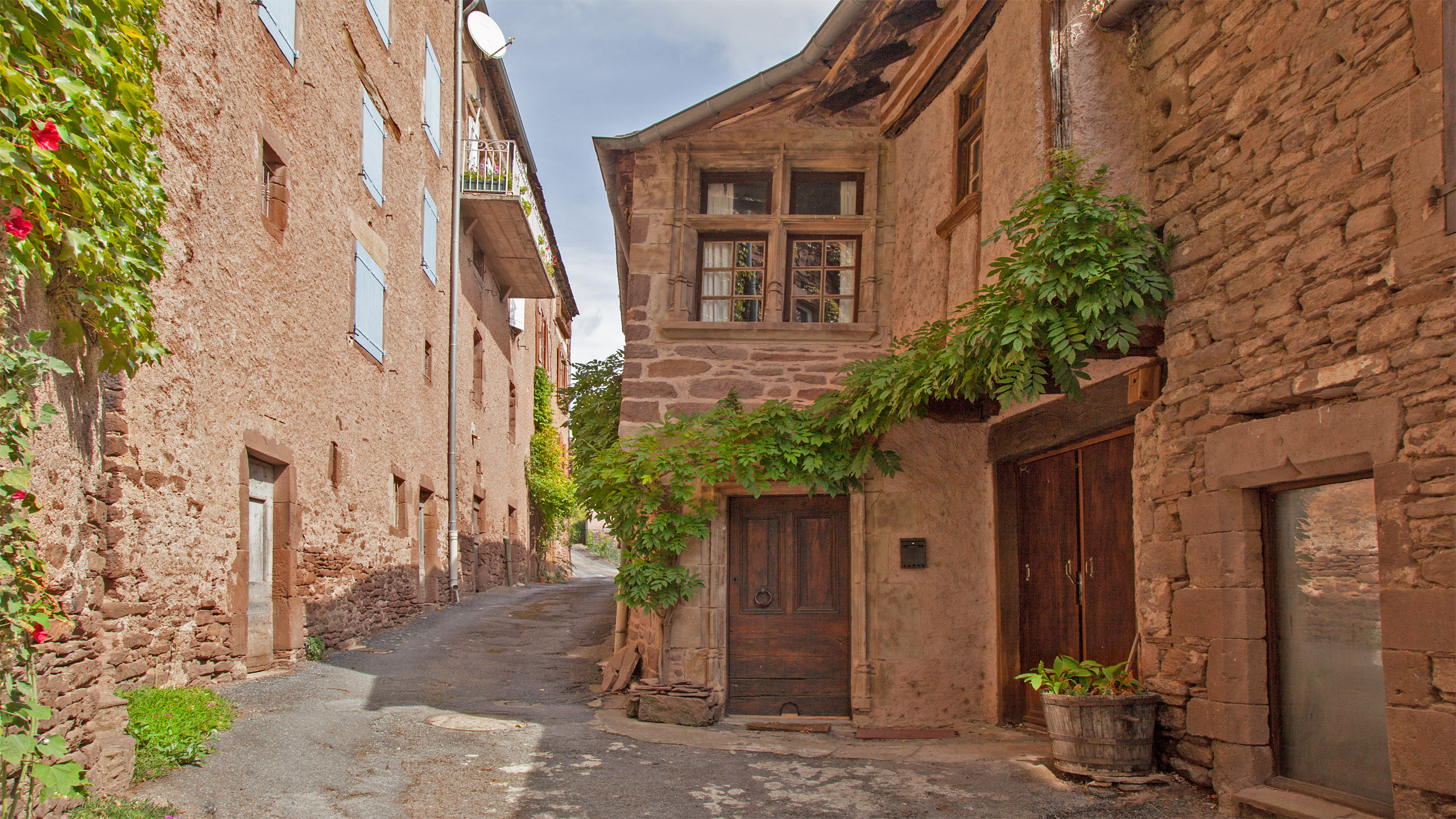
Une rue
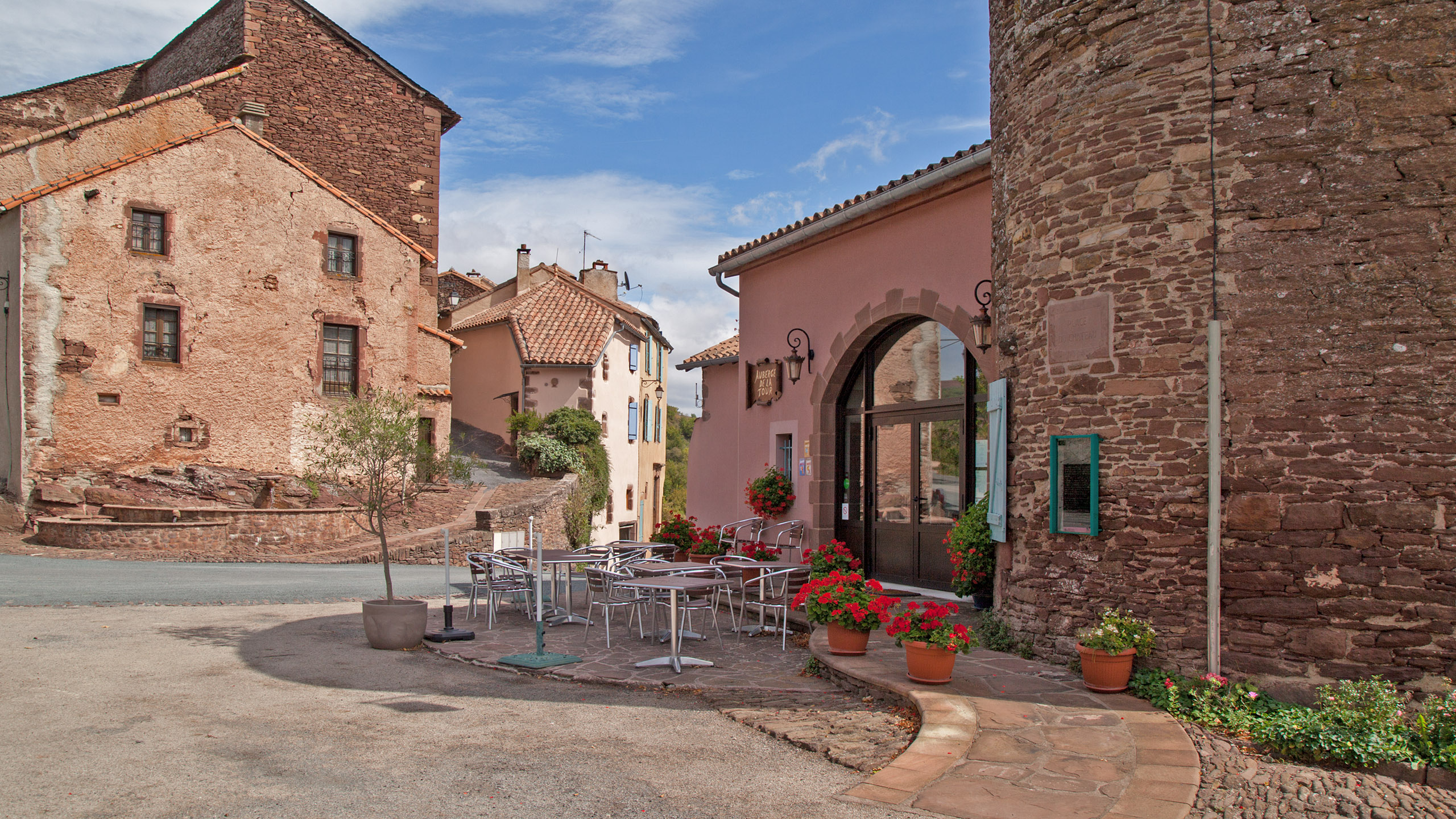
Entrée nord
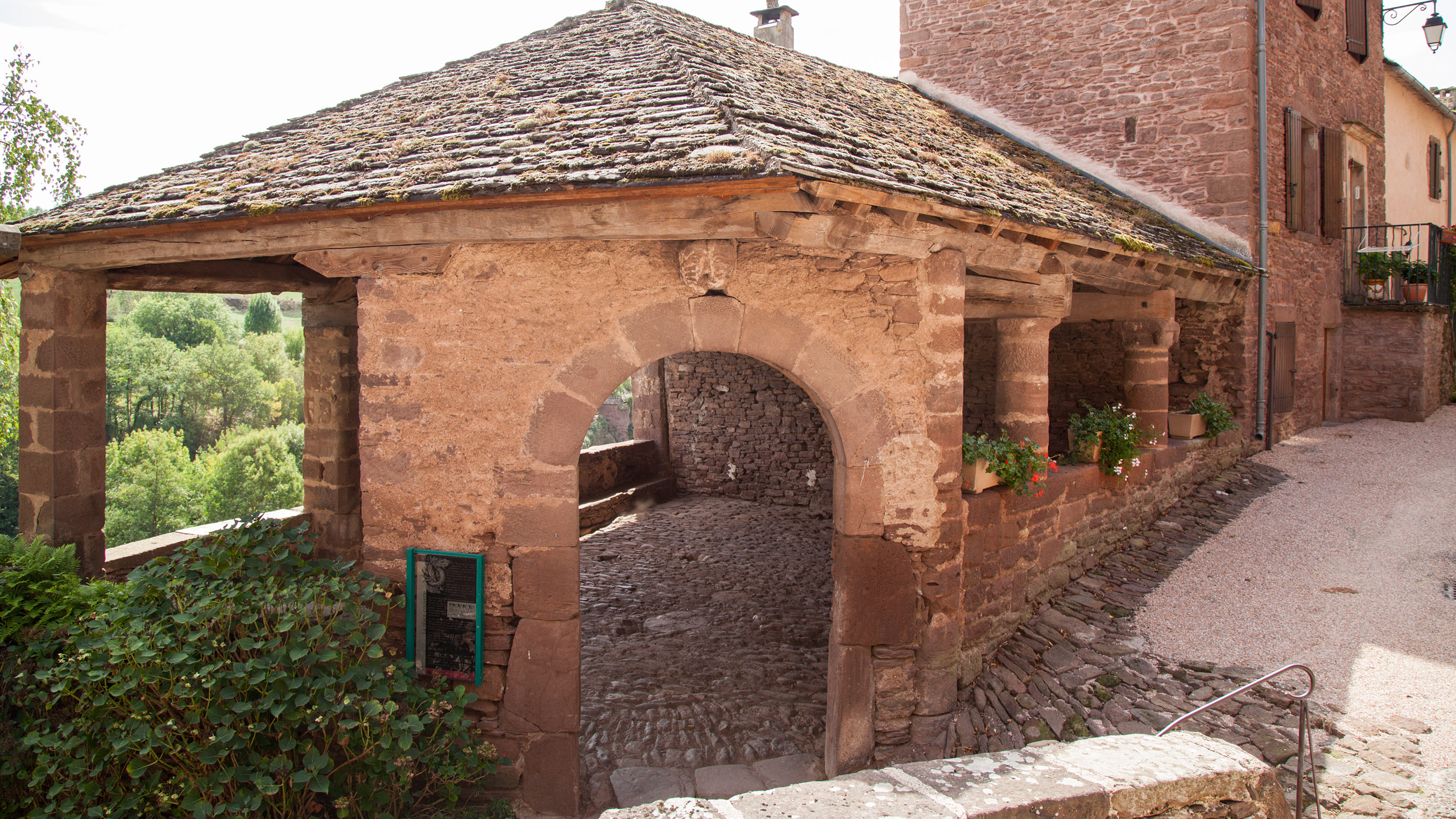
Halle

L'évolution du nombre d'habitants est connue à travers les recensements de la population effectués dans la commune depuis 1793. Pour les communes de moins de 10 000 habitants, une enquête de recensement portant sur toute la population est réalisée tous les cinq ans, les populations de référence des années intermédiaires étant quant à elles estimées par interpolation ou extrapolation. Pour la commune, le premier recensement exhaustif entrant dans le cadre du nouveau dispositif a été réalisé en 2004.

En 2022, la commune comptait 258 habitants, en évolution de −5,49 % par rapport à 2016 (Aveyron : +0,37 %, France hors Mayotte : +2,11 %).
| 1793  | 1800  | 1836  | 1841  | 1846  | 1851  | 1856  | 1861  | 1866  |
| ----- | ----- | ----- | ----- | ----- | ----- | ----- | ----- | ----- |
| 1 255 | 1 077 | 1 336 | 1 180 | 1 207 | 1 327 | 1 187 | 1 183 | 1 159 |

| 1872  | 1876  | 1881  | 1886  | 1891  | 1896 | 1901 | 1906 | 1911 |
| ----- | ----- | ----- | ----- | ----- | ---- | ---- | ---- | ---- |
| 1 308 | 1 165 | 1 146 | 1 125 | 1 005 | 943  | 892  | 886  | 882  |

| 1921 | 1926 | 1931 | 1936 | 1946 | 1954 | 1962 | 1968 | 1975 |
| ---- | ---- | ---- | ---- | ---- | ---- | ---- | ---- | ---- |
| 726  | 703  | 682  | 650  | 624  | 552  | 532  | 462  | 370  |

| 1982 | 1990 | 1999 | 2004 | 2006 | 2009 | 2014 | 2019 | 2022 |
| ---- | ---- | ---- | ---- | ---- | ---- | ---- | ---- | ---- |
| 327  | 271  | 296  | 296  | 294  | 298  | 272  | 265  | 258  |

## Économie

### Revenus
En 2018  (données Insee publiées en septembre 2021), la commune compte 111 ménages fiscaux, regroupant 254 personnes. La médiane du revenu disponible par unité de consommation est de 18 350 € (20 640 € dans le département).

### Emploi
| Division       | 2008  | 2013  | 2018  |
| -------------- | ----- | ----- | ----- |
| Commune        | 3,7 % | 5,2 % | 5,2 % |
| Département    | 5,4 % | 7,1 % | 7,1 % |
| France entière | 8,3 % | 10 %  | 10 %  |

En 2018, la population âgée de 15 à 64 ans s'élève à 136 personnes, parmi lesquelles on compte 79,9 % d'actifs (74,6 % ayant un emploi et 5,2 % de chômeurs) et 20,1 % d'inactifs,. Depuis 2008, le taux de chômage communal (au sens du recensement) des 15-64 ans est inférieur à celui de la France et du département.
La commune est hors attraction des villes,. Elle compte 73 emplois en 2018, contre 87 en 2013 et 100 en 2008. Le nombre d'actifs ayant un emploi résidant dans la commune est de 105, soit un indicateur de concentration d'emploi de 69,2 % et un taux d'activité parmi les 15 ans ou plus de 52,4 %.
Sur ces 105 actifs de 15 ans ou plus ayant un emploi, 58 travaillent dans la commune, soit 55 % des habitants. Pour se rendre au travail, 55,8 % des habitants utilisent un véhicule personnel ou de fonction à quatre roues, 7,6 % s'y rendent en deux-roues, à vélo ou à pied et 36,5 % n'ont pas besoin de transport (travail au domicile).

### Activités hors agriculture
22 établissements sont implantés  à Combret au 31 décembre 2019. Le tableau ci-dessous en détaille le nombre par secteur d'activité et compare les ratios avec ceux du département,.
Le secteur de l'industrie manufacturière, des industries extractives et autres est prépondérant sur la commune puisqu'il représente 40,9 % du nombre total d'établissements de la commune (9 sur les 22 entreprises implantées  à Combret), contre 17,7 % au niveau départemental.

### Agriculture
La commune est dans les Monts de Lacaune, une petite région agricole occupant le sud du département de l'Aveyron. En 2020, l'orientation technico-économique de l'agriculture  sur la commune est la polyculture et/ou le polyélevage.
|               | 1988  | 2000  | 2010  | 2020  |
| ------------- | ----- | ----- | ----- | ----- |
| Exploitations | 49    | 39    | 32    | 30    |
| SAU (ha)      | 2 124 | 2 332 | 2 358 | 2 318 |

Le nombre d'exploitations agricoles en activité et ayant leur siège dans la commune est passé de 49 lors du recensement agricole de 1988  à 39 en 2000 puis à 32 en 2010 et enfin à 30 en 2020, soit une baisse de 39 % en 32 ans. Le même mouvement est observé à l'échelle du département qui a perdu pendant cette période 51 % de ses exploitations,. La surface agricole utilisée sur la commune a quant à elle augmenté, passant de 2 124 ha en 1988 à 2 318 ha en 2020. Parallèlement la surface agricole utilisée moyenne par exploitation a augmenté, passant de 43 à 77 ha.

## Culture locale et patrimoine

### Lieux et monuments

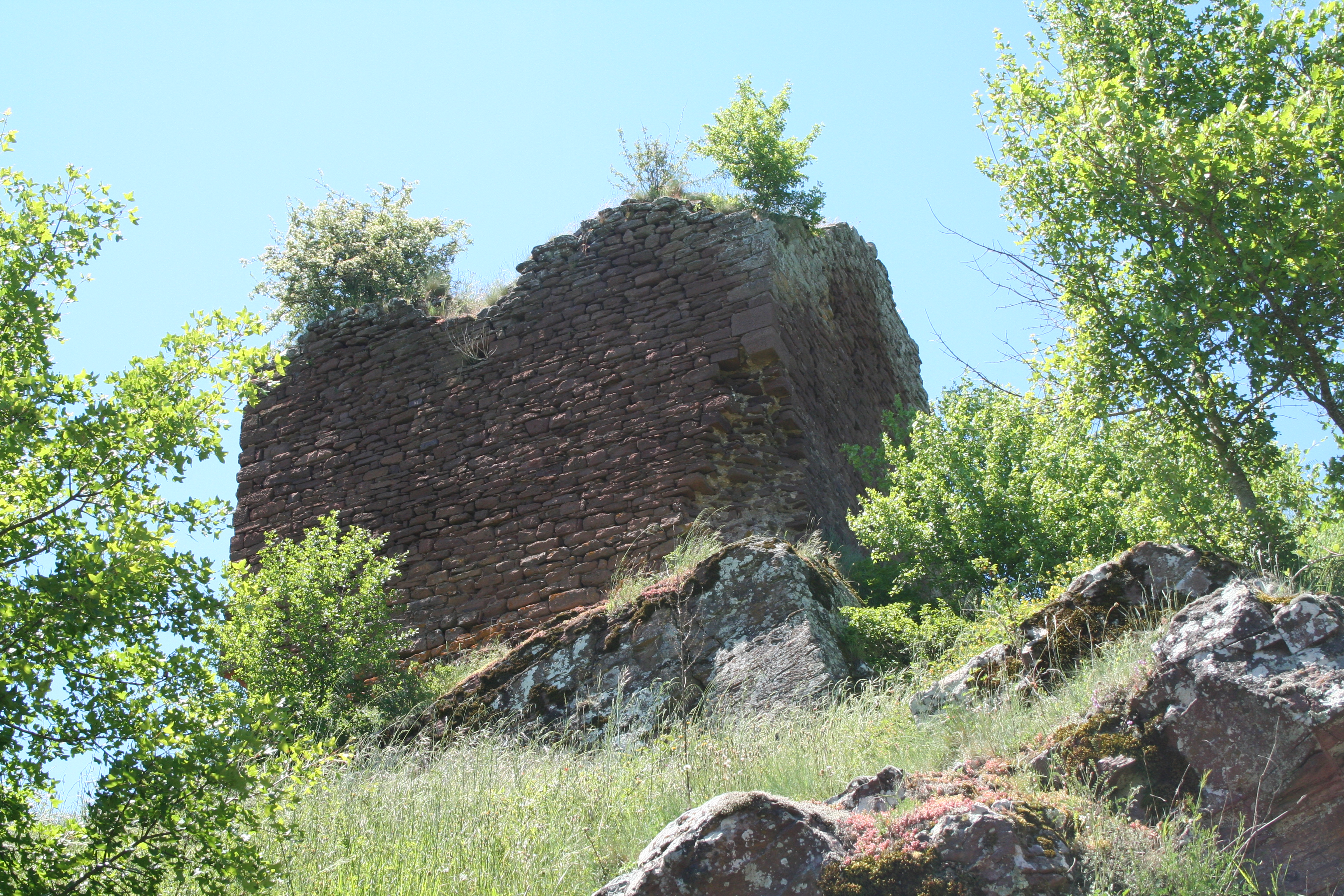
Ruines du château de Combret.

- Statue-menhir de Saint-Léonce : monument préhistorique découvert en 1937. Conservée au Musée Fenaille de Rodez. Une copie en grès est dressée à l'emplacement de la découverte.
- Statue-menhir de Serres : monument préhistorique découvert en 1996. Une copie en grès est dressée à l'emplacement de la découverte.

- Ruines médiévales d'un donjon[59]
- Église Saint-Jean-Baptiste  Inscrit MH (1939)[60] : reconstruite en 1393 sur les ruines d'une église du XIIe siècle.
- Halle  Inscrit MH (2004)[61] : autrefois salle de justice et halle aux grains, elle date du Moyen Âge.

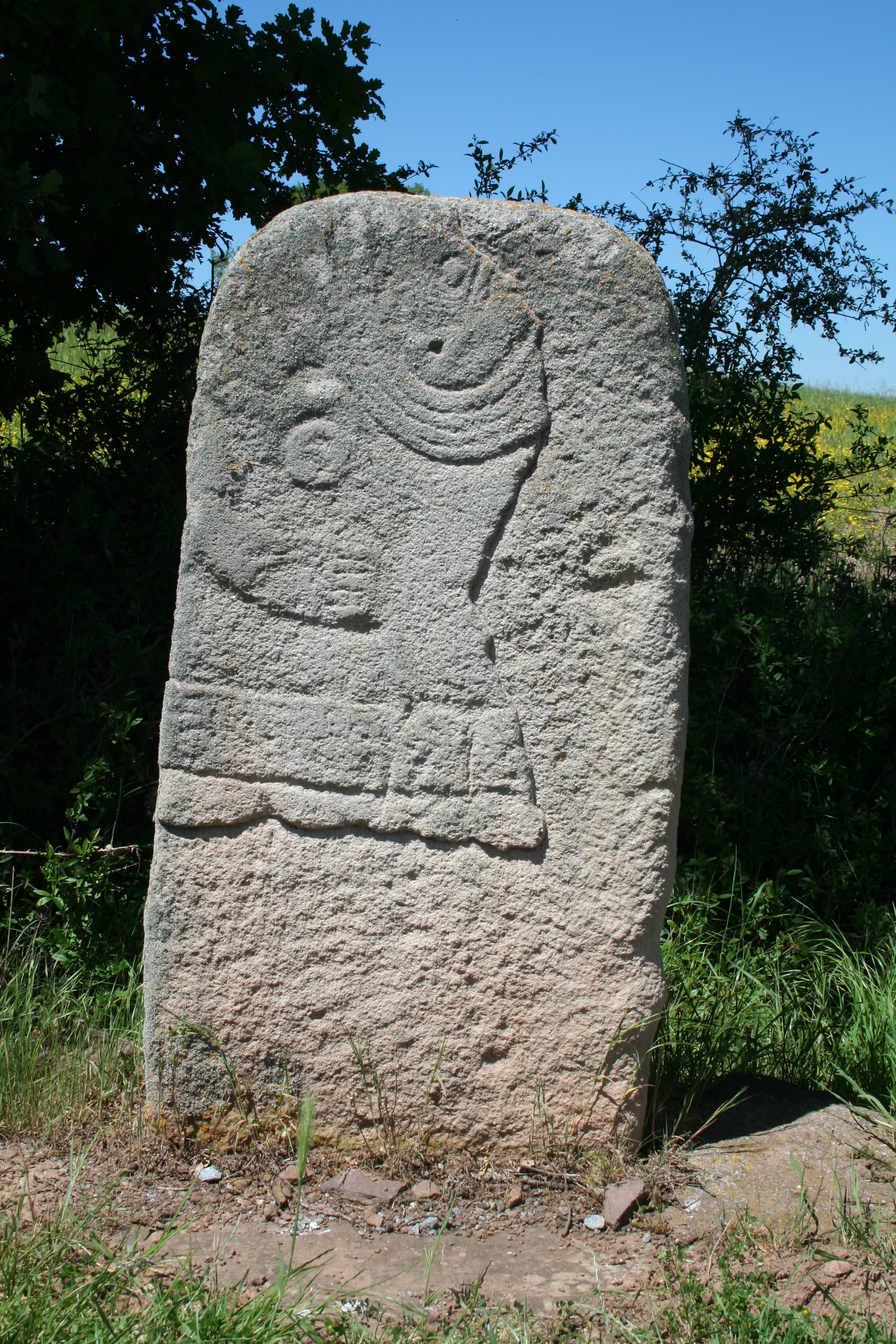
Statue-menhir de Serres
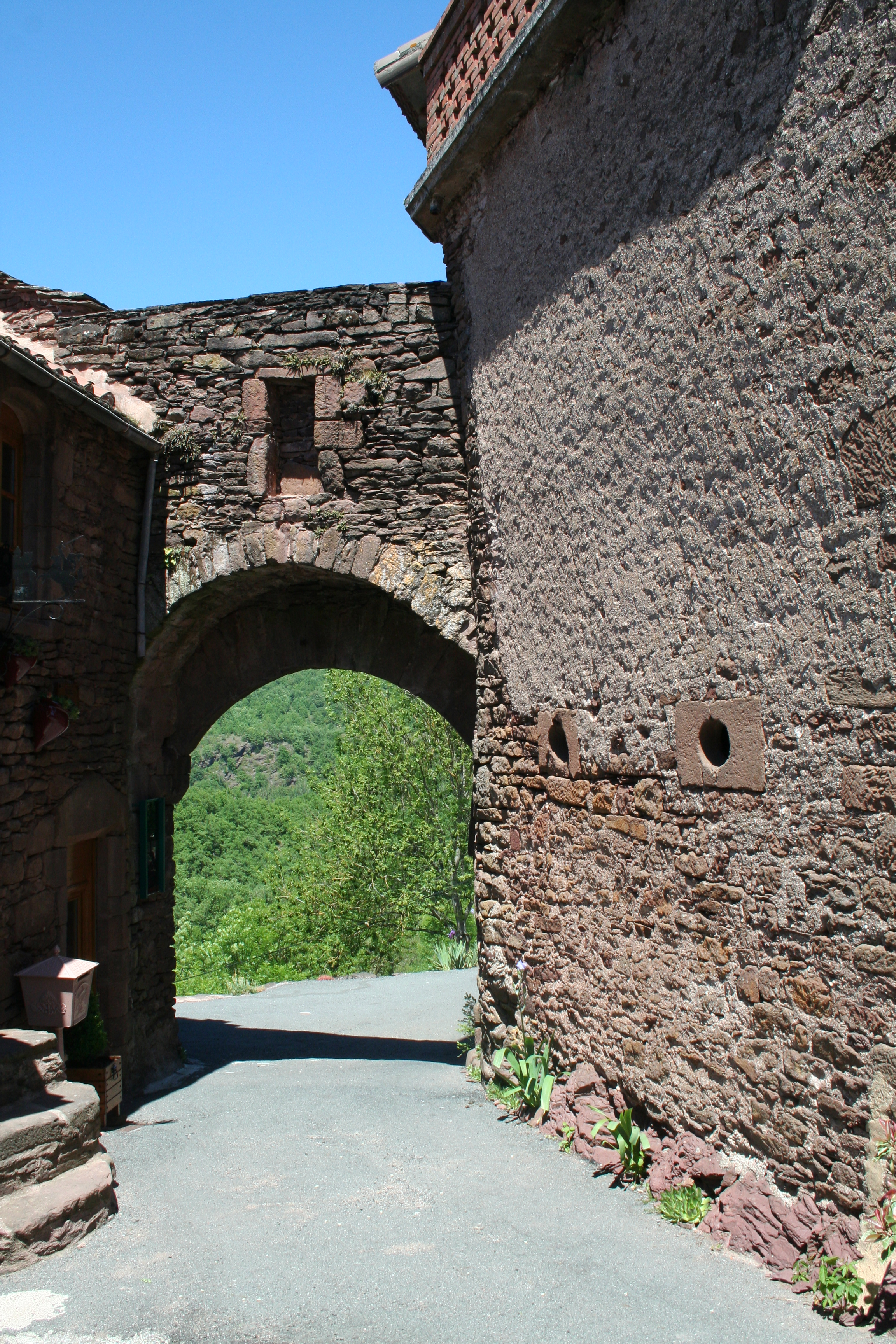
Porte du village.
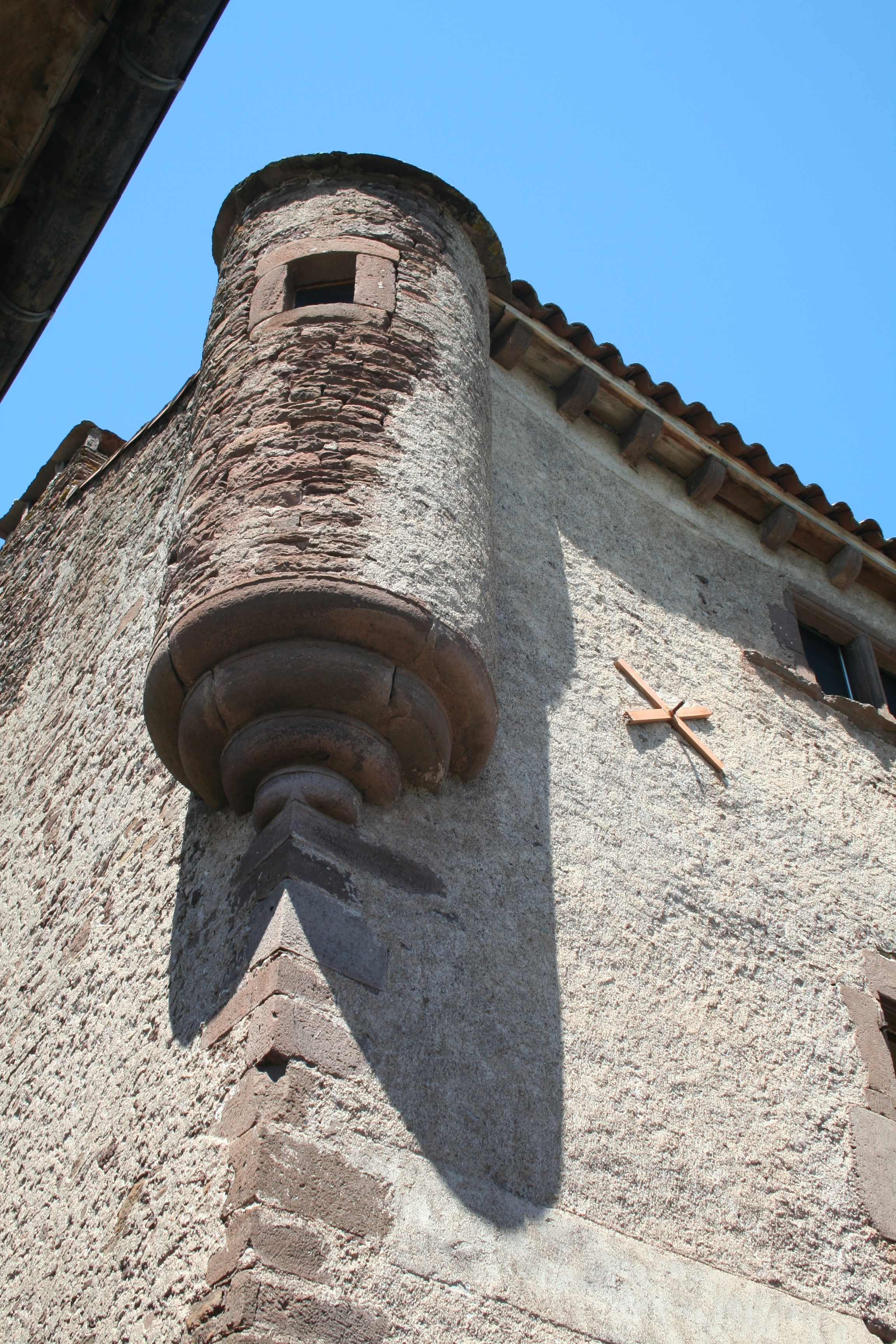
Échauguette.
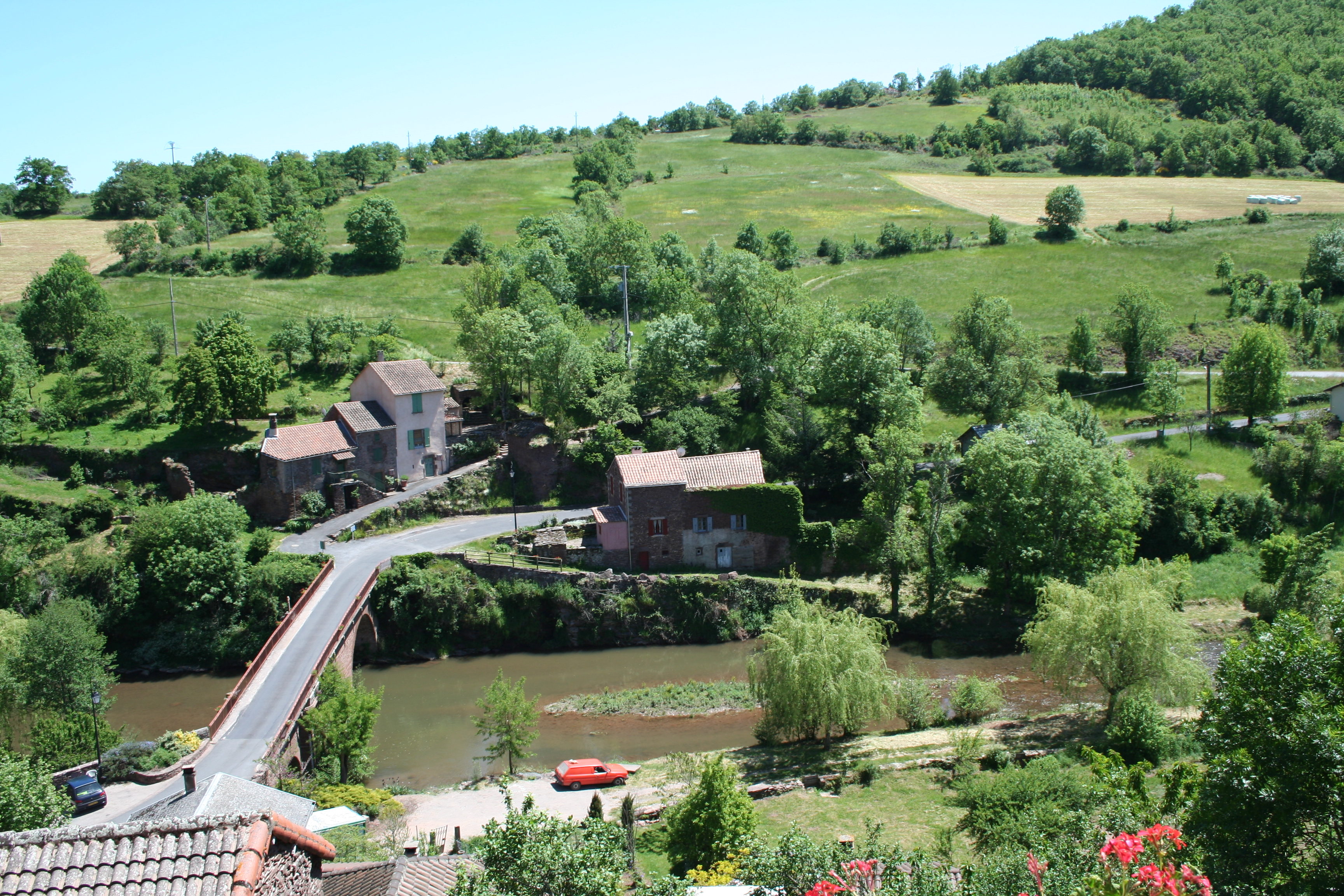
Vue sur le Rance.

### Personnalités liées à la commune
- Famille de Combret, famille de noblesse chevaleresque, éteinte[62]
- Charles Saint-Martin-Valogne (1750-1807), député de l'Aveyron à la Convention nationale et au Conseil des Cinq-Cents, né au château de Combret.
- Bernard Augé (1852-1926), médecin et homme politique, député de l'Aveyron de 1912 à 1924.

### Héraldique
| Blason de Combret | Blason  | De gueules à un pairle d’argent accosté de deux cordelières d’or, au chef bastillé cousu d’azur à un lion léopardé d’or. |
| Blason de Combret | Détails | Le gueules reprend les couleurs du Rouergue, province d’appartenance du village. La cordelière est le meuble principal de la famille de Roquefeuil, puissante baronnie du Languedoc qui posséda entre autres fiefs celui de Combret. La reprise intégrale des armes de famille étant interdite pour les municipalités, il suffit d’en emprunter un ou plusieurs éléments. Le pairle n’a pas ici sa signification héraldique première étant donné qu’il est le symbole du pallium des prélats. Pour Combret, il représente simplement la confluence du Thérondel dans le Rance, d’où sa couleur argent. Le chef bastillé représente les anciennes fortifications du village. Il est D’azur au lion léopardé d’or pour rappeler les armes de la famille de Combret, fondatrice de la puissante seigneurie qui deviendra une baronnie. La remarque concernant la reprise des armes de famille est valable ici aussi. Les ornements sont deux gerbes de luzerne de sinople, fleuries de pourpre qui honorent l’agriculture du village. Le listel d'argent porte le nom de la commune en lettres majuscules de sable. La couronne de tours, dite murale, est le symbole indiquant qu’il s’agit d’un blason de ville ou de village. Le statut officiel du blason reste à déterminer. |